# Ermenegildo Costantini
Ermenegildo Costantini (* 28. März 1731 in Rom; † 2. August 1791 ebendort) war ein italienischer Maler des Barock. In seinen Werken präsentiert er eine neobarocke Bildsprache, die zum Grandiosen und Dekorativen tendiert.

## Leben

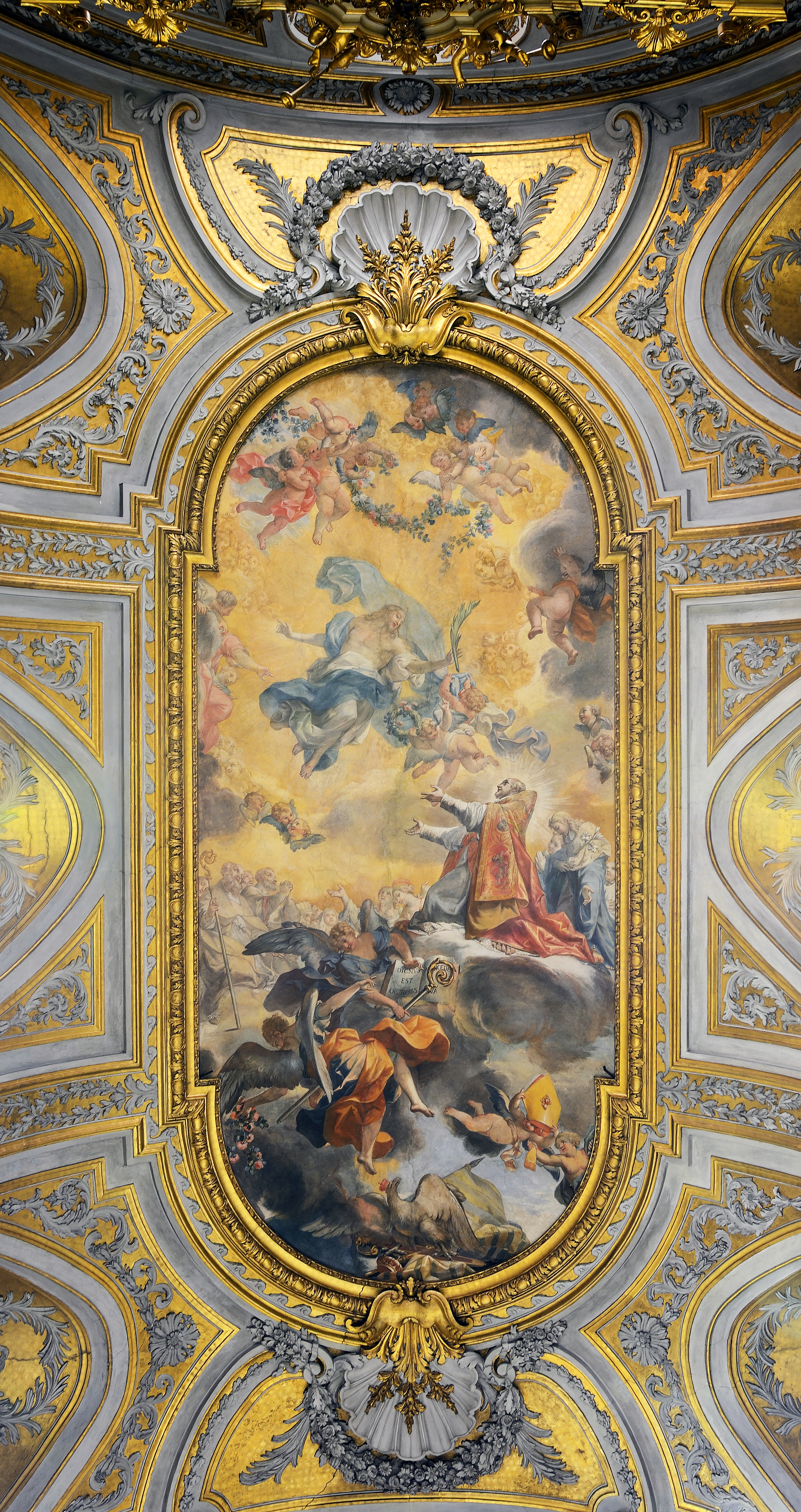
Fresko „Die Glorifizierung des Heiligen Stanislaus“, Santo Stanislao dei Polacchi, Rom

Ermenegildo Costantini wurde am 28. März 1731 in Rom als Sohn des Römers Marcantonio di Domenico und Santa Piacentini geboren.
Über seine Ausbildung ist nur bekannt, dass er ein Schüler von Marco Benefial war. Sein Name taucht im Juli 1755 zum ersten Mal in einem Dokument auf, als eine seiner Aktzeichnungen in der Accademia di San Luca prämiert wurde. 1765 beauftragten ihn die Unbeschuhten Karmeliten mit dem Altarbild für die St. Anna-Kapelle in ihrer Kirche Gesù e Maria al Corso.
Nach dem Umbau der Kirche Santa Caterina malte er im Jahr 1769 eine Gruppe von musizierenden Engeln im Gewölbe des Kirchenschiffs, deren Skizze in der Accademia di San Luca aufbewahrt wird.
In den Jahren 1773–1774 sind Zahlungen für „Naturbilder … und Ornamente“ im Audienzsaal des Palazzo Borghese bekannt. In den folgenden Jahren freskierte er die Decke des Kirchenschiffs von Santo Stanislao dei Polacchi.
Am 10. April 1776 erfolgte seine Wahl zum Akademiemitglied von San Luca. Seine Arbeiten in der Kirche Santo Stanislao verschafften ihn einen wichtigen Auftrag von Kardinal Giovanni Francesco Albani. Dieser berief ihn nach Velletri, um die Räume des Palazzo Comunale zu dekorieren, in dem der Kardinal seine Privatwohnung einrichtete. Der Palazzo wurde im Zweiten Weltkrieg zerstört und von dieser Arbeit existieren nur Beschreibungen in alten Reiseführern.
Weitere, zwischen 1780 und 1785 ausgeführte Werke, sind die Dekoration der Kuppel der Kirche von Monte Oliveto Maggiore und ein großes Fresko auf dem Gewölbe der Galerie des Palazzo Antici in Recanati.
Um 1790 kehrte er nach Rom zurück und malte musizierende Engel im Gewölbe der Madonnenkapelle von San Nicola da Tolentino. Zwischen 1780 und 1790 entstanden ein Selbstbildnis und das Porträt des Bildhauers Giuseppe Angelini.
Sein letztes bekanntes Werk ist die Kopie eines bei einem Erdbeben zerstörten Gemäldes von Raffael, des Heiligen Nikolaus von Tolentino. Es diente als Ersatz für das Original und wurde nach Città di Castello in die Kirche San Agostino geschickt und befindet sich heute in der örtlichen Bildergalerie.
Über sein Privatleben ist bekannt, dass er eine Frau und fünf Kinder hatte, von denen eines, Giovanni, Maler war. Costantini starb am 2. August 1791 in Rom.

## Werke
- Die Glorifizierung des Heiligen Stanislaus. Fresko, Santo Stanislao dei Polacchi, Rom
- Cappella del SS.mo Sacramento, Kathedrale von Velletri, Velletri.
- Galleria del Palazzo Antici, Recanati.
- Altarbild des Heiligen Nikolaus von Tolentino, Kopie von Raphael, Pinacoteca Comunale, Città di Castello, 1791.
- Glorifizierung des Hauses Borghese, Fresko in der Audienzhalle des Palazzo Borghese, Rom, 1767.
- Altarbild der Hl. Teresa d’Avila, Santa Maria del Carmine, Lucera, 1759.